# Башметов, Валерий Степанович
Валерий Степанович Башметов (бел. Валерый Сцяпанавіч Башметаў; род. 8 апреля 1947, Ольховец, Витебская область) — белорусский учёный в области технологии ткацкого производства, доктор технических наук (1993), профессор (1994), заслуженный работник образования Республики Беларусь. Академик Белорусской инженерной академии (1995), Международной академии наук высшей школы (1997). Ректор Витебского государственного технологического университета (1993-2016). Член Совета Республики Национального Собрания Республики Беларусь третьего созыва.

## Биография
В 1971 году окончил Витебский технологический институт легкой промышленности по специальности "машины и аппараты текстильной промышленности". Позже окончил аспирантуру Московского текстильного института.
C 1977 года работает в Витебском государственном технологическом университете. В 1986 году назначен деканом факультета.
В. С. Башметов — автор научных работ по технологии и совершенствованию оборудования в области лёгкой промышленности. Разработал методы прогнозирования технологических процессов производства текстильных материалов, предложил эффективные способы и технологии изготовления тканей.
17 марта 1997 года В. С. Башметов награждён Почётной грамотой Совета Министров Республики Беларусь с формулировкой: «за большую работу по подготовке высококвалифицированных инженерных кадров, значительный личный вклад в развитие науки, укрепление материально-технической и учебной базы университета».
С ноября 2004 года по октябрь 2008 года избирался от Витебской области в Совет Республики, был заместителем председателя Постоянной комиссии Совета Республики Национального собрания Республики Беларусь по законодательству и государственному строительству.
6 октября 2010 года избран председателем Витебской областной организации Республиканского общественного объединения «Белая Русь», в 2010 году признан Человеком года Витебщины.